# فرانك د. جاكسون
فرانك د. جاكسون (بالإنجليزية: Frank D. Jackson)‏ هو محامي وسياسي أمريكي، ولد في 26 يناير 1854 في الولايات المتحدة، وتوفي في 16 نوفمبر 1938 في ريدلاندس في الولايات المتحدة. حزبياً، نشط في الحزب الجمهوري. وقد انتخب حاكم أيوا ‏ (11 يناير 1894 – 16 يناير 1896).